# Alfred Czopek

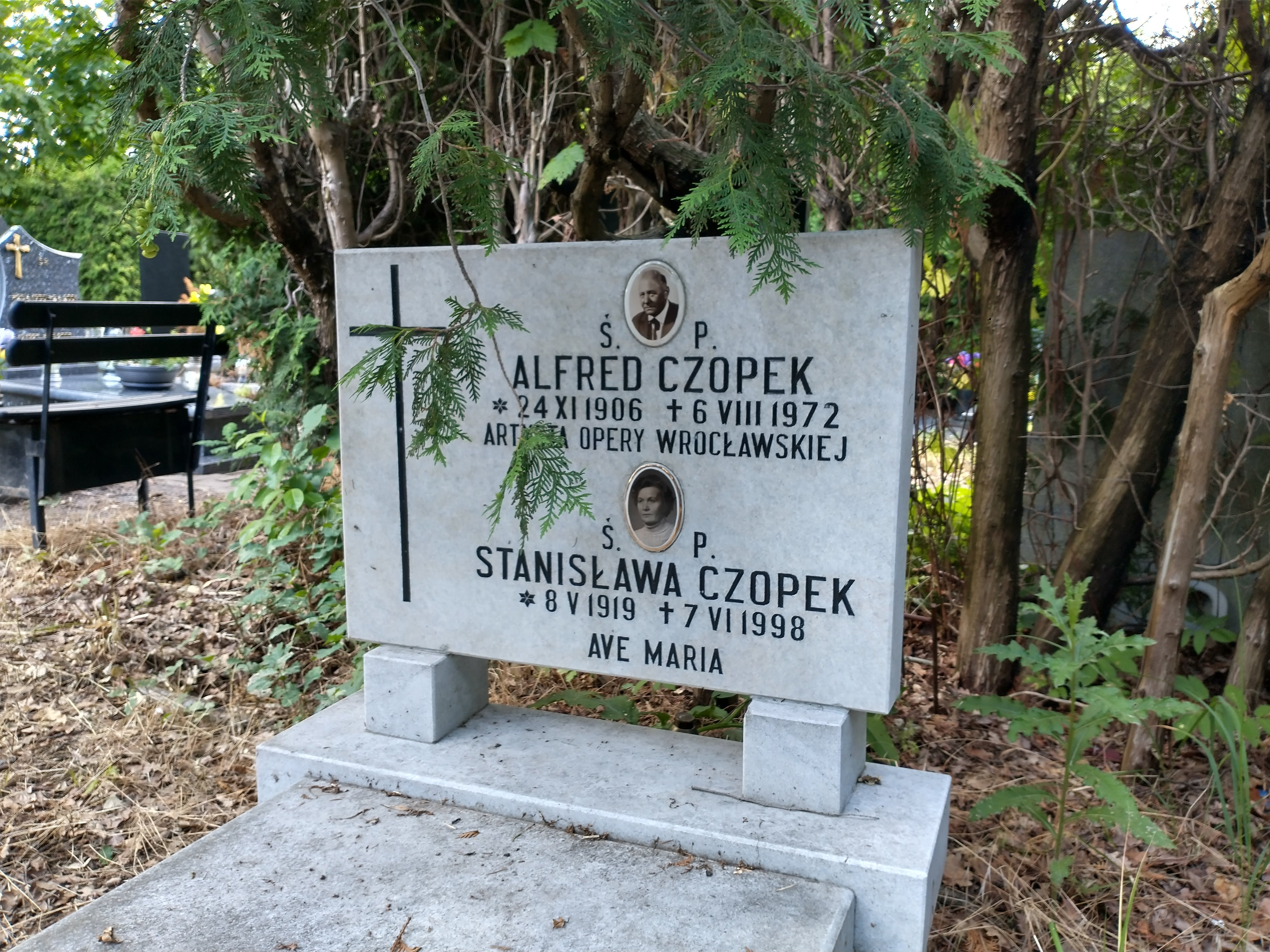
Nagrobek na Cmentarzu Osobowickim we Wrocławiu

Alfred Józef Czopek (ur. 24 listopada 1906 w Witkowicach, zm. 6 sierpnia 1972 we Wrocławiu) – polski śpiewak, aktor teatralny i tancerz, artysta Opery Wrocławskiej.

## Życiorys
Pochodził z wielodzietnej rodziny robotniczej. Jego rodzicami byli Ferdynand i Maria wywodząca się z Włoch. Początkowo uczył się w szkole muzycznej i baletowej w Morawskiej Ostrawie. Od 1919 do 1932 był pracownikiem ostrawskiego teatru (od 1919 do 1925 jako tancerz, a następnie jako śpiewak). W kolejnych sezonach występował w Bratysławie (1933-1934) i Brnie (1934-1938). 
W grudniu 1938 został, na mocy nakazu władz czechosłowackich, wysiedlony do Polski, gdzie nie mógł znaleźć pracy, a w 1941 okupanci niemieccy wywieźli go na przymusowe roboty do III Rzeszy, co zakończyło się w 1942 niepełnosprawnością. Pracował potem jako kolejarz w Krakowie, a w 1944 był aktorem w koncesjonowanym przez okupanta Krakowskim Teatrze Powszechnym.
Od marca do czerwca 1945 był artystą teatru Komendy Wojewódzkiej Milicji Obywatelskiej w Rzeszowie, a od lipca 1945 wszedł w skład zespołu wrocławskiej Opery Dolnośląskiej. Grał również epizody w Teatrze Polskim. Był operowym wykonawcą ról epizodycznych, tancerzem, śpiewakiem (tenor buffo), mimem, jak również inspicjentem oraz sekretarzem dyrektora. We wrocławskiej operze grał do 1972, przy czym od 1965 był równolegle wykonawcą w Operetce Dolnośląskiej. Cieszył się popularnością widowni. Był jednym z głównych członków budowanego przez Stanisława Drabika zespołu artystycznego.
Został pochowany na wrocławskim Cmentarzu Osobowickim.
Jego żoną była Stanisława Czopek (1919-1998).